# Nobiltà boema
La nobiltà boema o nobiltà ceca comprende tutti gli individui e le famiglie riconosciute della Boemia, della Moravia, della Slesia (in particolare dell'alta Slesia) e della Lusazia (note complessivamente come "Corona Boema") come membri della classe aristocratica, ovvero godenti di privilegi ereditari.
L'aristocrazia venne abolita dalla legge ceca (N. 61/1918 Sb. z. a n.) nel dicembre del 1918, poco dopo la formazione della Prima Repubblica cecoslovacca.

## Storia
Le origini della nobiltà boema si fanno risalire a quelle delle tribù slave che si stabilirono in Europa centrale sul finire dell'VIII secolo. Esse sceglievano i loro re che comunque potevano mantenere la loro autorità su una zona più ampia solo tramite l'impiego della nobiltà. Nel X secolo, con la fondazione del Regno di Boemia, la classe aristocratica si stabilizzò. Nel XIV secolo Moravia e Slesia passarono sotto l'autorità del regno boemo, passando sotto l'autorità degli imperatori del Sacro Romano Impero. Con questo nuovo assetto delle cose, le famiglie boeme si ricavarono un nuovo spazio nella nobiltà d'Austria, Baviera, Sassonia e Turingia, cercando di convertire non solo le località ma anche i cognomi tradizionali con nomi germanici. Nel corso del XVI secolo la dominazione culturale degli Asburgo aumentò notevolmente, soprattutto dopo il 1570 sotto il regno di Rodolfo II.
La cultura della corte di Praga aveva un carattere decisamente internazionale e si irradiò a partire dal rinascimento verso tutta la Boemia e la Moravia. La lingua ufficiale dell'aristocrazia boema dell'epoca era il tedesco. La nobiltà iniziò ad opporre una certa resistenza al dominio dell'impero in Boemia quando iniziarono a svilupparsi i primi ambienti religiosi anticattolici. Tra le famiglie che si impegnarono maggiormente nella Controriforma si distinse la famiglia Lobkowicz, soli contro i tre quarti del paese che si erano convertiti al luteranesimo già a partire dal XVI secolo. Le tensioni aumentarono sempre più e, dopo un fallito colpo di stato da parte della fazione protestante nel 1620 e la sconfitta nella Battaglia della Montagna Bianca, il potere della nobiltà boema venne completamente schiacciato, con un quarto delle famiglie fuggito all'estero e le loro terre confiscate ed assegnate alla nuova nobiltà dell'impero. Dopo il 1630 molte terre vennero concesse alla nobiltà straniera, in particolare a quella italiana. Solo una piccola parte della nobiltà terriera mantenne per risposta il ceco come lingua tradizionale oltre al tedesco che rimaneva la lingua di stato. Nel XIX secolo ormai non si poteva più parlare di nobiltà boema perché ormai essa non era più ascrivibile a quel territorio, ma proveniva da altri ambienti come quello asburgico.

## Famiglie nobili boeme
Tra le famiglie parti della nobiltà boema ricordiamo:
- z Aichelburka
- Bavorové ze Strakonic
- Belcredi
- Beňové
- Bibra
- Bořkové-Dohalští
- z Bubna
- z Chorinský anche Chorinský z Ledské (in tedesco von Chorinsky anche Chorinsky von Ledske)[2]
- Clary-Aldringenové
- Colloredo-Mansfeldové
- Czernin
- Chotkové
- Deymové
- Dobřenští
- z Dubé
- Berka z Dubé
- Filípkové
- z Jelení
- Hildprandtové
- Jankovský z Vlašimi
- Janowsky z Janowicz
- Jesenští
- Harrach
- Holleb
- Kálnokyové
- Kinští
- Kolowrat
- Kounicové
- z Kravař
- z Kunštátu
- Lichtenburkové
- Lichtenštejnové
- Lannové
- ichnowsky
- z Lipé
- Lobkovicové
- Matuškové
- z Mitrovic
- Neubergové
- Nosticové
- Paarové
- Parishové
- Piccolomini
- z Poděbrad
- Přemyslovci
- Purkyně
- Ringhofferové
- Rohanové
- Ronovci
- Rosenberg
- z Rýzmburka
- Slavník
- Smiřičtí
- Šlikové
- Schwarzenbergové
- Šporkové
- Šternberkové (Sternberg)
- Švamberkové
- Tabili
- Thun-Hohenstein
- Waldstein
- Vítkovci
- Velišovšky di Velišova
- z Vlašimi
- Vršovci
- Zedwitzové
- Žerotínové